# Пурриаг, Раджкесвур
Раджкесвур Пурриаг (англ. Rajkeswur Purryag; 12 декабря 1947, Вакоа-Феникс — 21 июня 2025) — маврикийский государственный деятель, президент Маврикия с 21 июля 2012 по 29 мая 2015 года.

## Биография
Раджкесвур Пурриаг родился 12 декабря 1947 года в Вакоа-Фениксе. Он был старшим из девяти детей в семье переселенцев из Индии. Сначала учился в государственной школе, затем окончил Колледж Маврикия, а с 1973 года занялся адвокатской деятельностью. В том же году начал участвовать в политической жизни страны: вступил в Лейбористскую партию. 8 октября 1973 года женился на Аните Пурриаг, у них есть дочь и двое внуков. Во время своего визита в Индию в январе 2013 года, Пурриаг посетил село своих предков в Ваджитпуре, Патна. Его прадед Лакшман Парьяг отплыл на Маврикий около 150 лет назад для работы в качестве наёмного рабочего.

### Политическая карьера
C 1974 по 1976 год был членом муниципальной комиссии муниципального совета Вакоа-Феникса. В результате выборов, состоявшихся 20 декабря 1976 года, Пурриаг был избран в парламент. С января 1980 года по июнь 1982 года занимал пост министра социального обеспечения. В 1981 году был назначен руководителем делегации правительства для ведения переговоров с правительством Великобритании о компенсациях чагосцам. 21 августа 1983 года снова был избран в парламент, и с января 1984 года по январь 1986 года был министром здравоохранения. С 1987 по 1991 год — генеральный секретарь, с марта 1991 года по март 1996 года — президент Лейбористской партии. 20 декабря 1995 года был переизбран в парламент. С декабря 1995 по июль 1997 года являлся министром экономического планирования, информации и телекоммуникаций. С июля 1997 года по сентябрь 2000 года — заместитель премьер-министра, министр иностранных дел и международной торговли.

### Пост спикера Национальной ассамблеи
12 июля 2005 года Раджкесвур Пурриаг был избран спикером Национальную ассамблею и 18 мая 2010 года был переизбран.
7 ноября 2009 года в Порт-Луи прибыл член Политбюро ЦК КПК, заместитель председателя Постоянного комитета Всекитайского собрания народных представителей Ван Чжаого и провёл переговоры с Пурриагом, как спикером Национальной ассамблеи Маврикия. Ван Чжаого сказал, что ВСНП и Национальная ассамблея Маврикия на протяжении длительного времени поддерживают хорошие связи и успешно сотрудничают, что позволяет усиливать взаимопонимание и дружбу между народами двух стран, а также обогащать содержание китайско-маврикийских отношений. Пурриаг отметил, что визит Ван Чжаого на Маврикий свидетельствует о том, что Китай придаёт важное значение развитию дружественных отношений с Маврикием. Он выразил уверенность в том, этот визит даст мощный стимул для развития маврикийско-китайских отношений, и сказал, что «Маврикий неизменно проводит политику одного Китая».
20 июля 2012 года, секретарь Национальной ассамблеи сообщил, что сразу же после своего избрания на пост президента Раджкесвур Пурриаг подал в отставку с должности спикера.

### Пост президента
Как указано в статье 28 (2) (а) Конституции Маврикия, президент избирается Национальной ассамблеей по предложению, сделанному премьер-министром и поддержанным голосами большинства от общего числа членов ассамблеи. 20 июля Национальная Ассамблея проголосовала за кандидатуру Раджкесвура Пурриага, представленным премьер-министром Навином Рамгуламом и поддержанным Рашид Бибиджауном. Пурриаг вступил в должность президента 21 июля 2012 года. Он совершил свой первый официальный визит в ботанический сад, где поклонился памятнику Сивусагура Рамгулама.

#### Визит парусника «Седов»
В рамках кругосветного плавания, посвящённого 1150-летию зарождения российской государственности и истории великих русских географических открытий, c 5 по 8 апреля 2013 года на Маврикие находилось учебное парусное судно «Седов». В Порт-Луи корабль пришёл спустя несколько дней после случившегося там страшного наводнения. За считанные часы на город обрушилась двухмесячная норма осадков, в результате чего погибли 10 человек. Экипаж корабля выразил готовность принять участие в разборе завалов. 5 марта в рамках празднования 45-й годовщины установления дипломатических отношений между Россией и Маврикием на корабле состоялся приём, организованный российским посольством и командованием корабля. Приём объединил представителей руководства Маврикия, дипкорпуса, бизнесменов и немногочисленной русской диаспоры. Главным гостем был Раджкесвур Пурриаг, как президент Маврикия он пробыл на корабле полтора часа. Пурриаг был встречен на борту почётным караулом и церемонией с подъёмом флагов и исполнением гимнов двух стран. Он выразил благодарность российским морякам за готовность оказать помощь попавшим в бедствие маврикийским жителям. Как сказал посол Российской Федерации в Республике Маврикий Вячеслав Никифоров:
Действительно президент Республики Маврикий посетил корабль, присутствовал на приеме, который был организован в честь 45-летия установления дипломатических отношений между Россией и Маврикием. Ему был вручен памятный подарок. И, по моему мнению, интерес с его стороны был проявлен очень большой. Президенту показали музей. Он остался очень доволен встречей на корабле. Естественно, что приход российского корабля и показ российского флага в водах Маврикия имеет огромное значение для укрепления положительного имиджа России, установления контакта между людьми и в итоге укрепления отношений во всех сферах.
6 и 7 апреля было организовано открытое посещение судна маврикийцами. В общей сложности за два дня на судне побывало более двух тысяч человек. 7 апреля в Порт-Луи состоялась церемония возложения венков к памятнику погибшим морякам, в которой приняли участие посол России Вячеслав Никифоров, капитан судна «Седов» Николай Зорченко, дипломаты посольства и командный состав корабля.

#### Культурное сотрудничество с Россией
В октябре 2013 года на Маврикий с гастролями приехали артисты московской труппы Классического Русского Балета, под руководством Хасана Усманова. Были показаны «Лебединое озеро», «Золушка» и «Кармен-сюита». Важность этого события обозначил Раджкесвур Пурриаг, посетивший спектакли вместе со своей семьей — женой и внучкой, и в конце растроганно пожал руки артистам. Он лично поблагодарил артистов и выразил надежду, что теперь российское искусство будет представлено на острове на постоянной основе.

#### Отставка
После победы оппозиции на парламентских выборах в декабре 2014 года Анируд Джагнот, который снова стал премьер-министром, выразил намерение сменить президента. Хотя Пурьяг был избран до 2017 года, после консультаций с правительством он согласился добровольно уйти в отставку. Ушёл в отставку 29 мая 2015 года.
Умер 21 июня 2025 года в возрасте 77 лет.